# Lista de prêmios e indicações recebidos por RBD
Esta é a lista de prêmios e indicações recebidos por RBD, grupo vocal mexicano de música pop, que consiste em 60 vitórias entre 136 nomeações. O grupo, composto por  Alfonso Herrera, Anahí, Christian Chávez, Christopher Uckermann, Dulce María e Maite Perroni, foi criado a partir da telenovela mexicana Rebelde (2004–06). Tido como um dos fenômenos mais importantes da cultura pop latina nos anos 2000, apesar de sua curta duração no cenário musical, o grupo início as suas atividades em 30 de setembro de 2004 com o lançamento do primeiro single de seu álbum de estreia, Rebelde, vencedor do Billboard Latin Music Awards de Melhor Álbum Pop Latino por uma Dupla ou Grupo e dos Prêmios Oye! de Álbum Pop Mais Vendido do Ano, o mais importante da indústria musical mexicana. Além da faixa-título, o álbum ainda gerou os singles "Solo quédate en silencio" e "Sálvame", que foram indicados aos Prêmios Juventud.
Seguido pela divulgação de seu segundo material, Nuestro amor (2005), vencedor do Prêmio Lo Nuestro de Álbum Pop do Ano e indicado ao Grammy Latino de Melhor Álbum Vocal de Pop por uma Dupla ou Grupo, organizado pela Academia Latina da Gravação. O sucesso comercial e crítico do projeto ajudou com que o grupo fosse considerado o destaque do ano seguinte através de diversas cerimônias, incluindo aos Prêmios Terra. Além disso, as faixas extraídas do disco como "Nuestro amor", "Aún hay algo" e "Este corazón" foram também indicadas aos Prêmios Juventud. Em seu próximo trabalho, Celestial (2006), que repetiu o sucesso comercial de seu antecessor, o grupo conquistou a estatueta de Álbum Latino do Ano nos Prêmios Orgullosamente Latino, onde o single do álbum, "Ser o parecer", concorria na categoria de Canção e Videoclipe Latino do Ano.
Em 2007, foi lançado Empezar desde cero, que ganhou o GLAAD Media Awards, a qual reconhece e homenageia as representações da comunidade LGBT nos meios de comunicação. Além de gerar a segunda indicação do grupo ao Grammy Latino. Do álbum, a faixa "Inalcanzable" acabou por ser indicada ao ASCAP Latin e Capricho Awards. No dia 15 de agosto de 2008, com cinco álbuns lançados e quatro álbuns de vídeo gravados, o RBD anunciou o fim do grupo, através de um comunicado publicado no site oficial da banda. O último disco do grupo lançado em 10 de março de 2009, chamado Para olvidarte de mí, não teve divulgação e obteve apenas um single, que leva o mesmo nome do álbum. Este último recebeu cinco indicações aos Prêmios Juventud, dentre eles: A Mais Melosa, Canção Romântica, Meu Videoclipe Favorito e Meu Ringtone, o grupo também recebeu o prêmio de O Mais Procurado na Internet.
Ao longo de sua carreira, o RBD também acumulou uma série de reconhecimentos; sendo o grupo pop mais bem sucedido na história da música hispana e um dos acontecimentos musicais mais importantes de seu país, assim como um dos grupos latinos de maior sucesso da história da música. Em 30 de setembro de 2020, foi anunciado o concerto virtual Ser O Parecer: The Global Virtual Union, em que constariam somente os quatro integrantes originais: Anahí, Christian, Christopher e Maite — sendo realizado em 26 de dezembro do mesmo ano. Por essa apresentação o grupo venceu no Latin American Music Awards de 2021 a categoria de Concerto Virtual Favorito. Com o lançamento do single "Siempre he estado aquí", o primeiro em onze anos, o RBD foi indicado ao Prêmio Jovem Brasileiro e Lo Nuestro.

## Lista de prêmios e indicações
| Premiação                     | Ano  | Nomeação                                    | Categoria                                           | Resultado | Ref.          |
| ----------------------------- | ---- | ------------------------------------------- | --------------------------------------------------- | --------- | ------------- |
| Arroba de Oro                 | 2006 | RBD                                         | Maior Votação Online                                | Venceu    | [ 11 ]        |
| ASCAP Latin Awards            | 2006 | "Sólo quédate en silencio"                  | Canção Popular — Pop ou Balada                      | Venceu    | [ 12 ]        |
| ASCAP Latin Awards            | 2008 | "Ser o parecer"                             | Canção Popular — Pop ou Balada                      | Venceu    | [ 13 ]        |
| ASCAP Latin Awards            | 2009 | "Inalcanzable"                              | Canção Popular — Pop ou Balada                      | Venceu    | [ 14 ]        |
| Billboard Latin Music Awards  | 2006 | Rebelde                                     | Melhor Álbum Pop Latino — Dupla ou Grupo            | Venceu    | [ 15 ]        |
| Billboard Latin Music Awards  | 2006 | Tour Generación RBD En Vivo                 | Melhor Álbum Pop Latino — Dupla ou Grupo            | Indicado  | [ 15 ]        |
| Billboard Latin Music Awards  | 2006 | Nuestro amor                                | Melhor Álbum Pop Latino — Dupla ou Grupo            | Indicado  | [ 15 ]        |
| Billboard Latin Music Awards  | 2006 | Rebelde                                     | Melhor Álbum Pop Latino — Artista Revelação         | Venceu    | [ 15 ]        |
| Billboard Latin Music Awards  | 2006 | Nuestro amor                                | Melhor Álbum Pop Latino — Artista Revelação         | Indicado  | [ 15 ]        |
| Billboard Latin Music Awards  | 2006 | RBD                                         | Melhor Artista de Álbum Latino do Ano               | Indicado  | [ 15 ]        |
| Billboard Latin Music Awards  | 2006 | "Sólo quédate en silencio"                  | Melhor Canção Pop Latina do Ano — Dupla ou Grupo    | Indicado  | [ 15 ]        |
| Billboard Latin Music Awards  | 2006 | "Sólo quédate en silencio"                  | Melhor Canção Pop Latina do Ano — Artista Revelação | Indicado  | [ 15 ]        |
| Billboard Latin Music Awards  | 2006 | "Sólo quédate en silencio"                  | Melhor Ringtone Latino do Ano                       | Indicado  | [ 15 ]        |
| Billboard Latin Music Awards  | 2007 | Live in Hollywood                           | Melhor Álbum Pop Latino — Dupla ou Grupo            | Indicado  | [ 16 ]        |
| Billboard Latin Music Awards  | 2007 | Celestial                                   | Melhor Álbum Pop Latino — Dupla ou Grupo            | Venceu    | [ 16 ]        |
| Billboard Latin Music Awards  | 2007 | RBD                                         | Melhor Artista de Álbum Latino do Ano               | Venceu    | [ 16 ]        |
| Billboard Latin Music Awards  | 2007 | Tour Generación RBD                         | Melhor Turnê Latina do Ano                          | Venceu    | [ 16 ]        |
| Billboard Latin Music Awards  | 2008 | Empezar desde cero                          | Melhor Álbum Pop Latino — Dupla ou Grupo            | Indicado  | [ 17 ]        |
| Billboard Latin Music Awards  | 2008 | Celestial Tour                              | Melhor Turnê Latina do Ano                          | Indicado  | [ 17 ]        |
| Billboard Latin Music Awards  | 2008 | RBD                                         | Prêmio Seu Mundo                                    | Venceu    | [ 17 ]        |
| Billboard Latin Music Awards  | 2009 | Tour del Adiós                              | Melhor Turnê Latina do Ano                          | Venceu    | [ 18 ]        |
| Billboard Latin Music Awards  | 2024 | Soy Rebelde Tour                            | Turnê do Ano                                        | Indicado  | [ 19 ]        |
| Billboard Music Awards        | 2023 | Soy Rebelde Tour                            | Melhor Turnê Latina                                 | Indicado  | [ 20 ]        |
| BreakTudo Awards              | 2021 | "Siempre he estado aquí"                    | Hit Latino                                          | Indicado  | [ 21 ]        |
| BreakTudo Awards              | 2021 | RBD                                         | Grupo Internacional                                 | Indicado  | [ 21 ]        |
| BreakTudo Awards              | 2023 | RBD                                         | Artista Global                                      | Venceu    | [ 22 ]        |
| Capricho Awards               | 2007 | RBD                                         | Melhor Banda Internacional                          | Indicado  | [ 23 ]        |
| Capricho Awards               | 2008 | RBD                                         | Melhor Banda Internacional                          | Indicado  | [ 24 ]        |
| Capricho Awards               | 2008 | Empezar Desde Cero Tour                     | Melhor Show                                         | Indicado  | [ 24 ]        |
| Capricho Awards               | 2008 | "Inalcanzable"                              | Música Internacional                                | Indicado  | [ 24 ]        |
| Capricho Awards               | 2008 | "Bésame sin miedo"                          | Melhor Vídeo do YouTube                             | Venceu    | [ 24 ]        |
| El Premio de la Gente         | 2007 | RBD                                         | Artista ou Grupo do Ano                             | Venceu    | [ 25 ]        |
| El Premio de la Gente         | 2007 | RBD                                         | Artista do Ano                                      | Indicado  | [ 25 ]        |
| El Premio de la Gente         | 2007 | Celestial                                   | Álbum do Ano                                        | Indicado  | [ 25 ]        |
| Fans Choice Awards            | 2021 | RBD                                         | Grupo Pop                                           | Venceu    | [ 26 ]        |
| GLAAD Media Awards            | 2008 | Empezar desde cero                          | Melhor Artista Musical                              | Venceu    | [ 27 ]        |
| Grammy Latino                 | 2006 | Nuestro amor                                | Melhor Álbum Vocal de Pop por uma Dupla ou Grupo    | Indicado  | [ 28 ]        |
| Grammy Latino                 | 2008 | Empezar desde cero                          | Melhor Álbum Vocal de Pop por uma Dupla ou Grupo    | Indicado  | [ 29 ]        |
| Heat Latin Music Awards       | 2024 | RBD                                         | Melhor Grupo ou Banda                               | Indicado  | [ 30 ]        |
| Latin American Music Awards   | 2021 | Ser O Parecer 2020                          | Concerto Virtual Favorito                           | Venceu    | [ 31 ]        |
| Latin American Music Awards   | 2024 | RBD                                         | Melhor Dupla ou Grupo — Pop                         | Venceu    | [ 32 ]        |
| Latin American Music Awards   | 2024 | Soy Rebelde Tour                            | Turnê do Ano                                        | Venceu    | [ 32 ]        |
| Les Étolies Chérie FM         | 2007 | "Tu amor"                                   | Canção Internacional do Ano                         | Venceu    | [ 33 ]        |
| Lunas del Auditorio           | 2008 | RBD                                         | Melhor Artista Pop em Espanhol                      | Indicado  | [ 34 ]        |
| Meus Prêmios Nick             | 2006 | RBD                                         | Artista Internacional Favorito                      | Venceu    | [ 35 ]        |
| Meus Prêmios Nick             | 2007 | RBD                                         | Artista Internacional Favorito                      | Indicado  | [ 36 ]        |
| Meus Prêmios Nick             | 2008 | RBD                                         | Artista Internacional Favorito                      | Indicado  | [ 37 ]        |
| Mi TRL Awards                 | 2007 | "Tu amor"                                   | Prêmio Pepsi Viewers Choice para Melhor Videoclipe  | Venceu    | [ 38 ] [ 39 ] |
| Mi TRL Awards                 | 2007 | RBD                                         | Apresentação do Ano                                 | Indicado  | [ 38 ] [ 39 ] |
| MTV Miaw Awards (Brasil)      | 2021 | RBDManíacos                                 | Fandom Real Oficial                                 | Indicado  | [ 40 ]        |
| MTV Miaw Awards (México)      | 2021 | O reencontro do RBD                         | Bomba Viral                                         | Venceu    | [ 41 ]        |
| MTV Miaw Awards (México)      | 2024 | RBDManíacos                                 | Fandom do Ano                                       | Indicado  | [ 42 ]        |
| MTV Miaw Awards (México)      | 2024 | Soy Rebelde Tour                            | Evento do Ano                                       | Indicado  | [ 42 ]        |
| Pollstar Awards               | 2023 | Soy Rebelde Tour                            | Turnê Latina do Ano                                 | Indicado  | [ 43 ]        |
| Prêmios Amigo                 | 2007 | RBD                                         | Prêmio Intermon Oxfam de Artista Internacional      | Venceu    | [ 44 ]        |
| Prêmio Jovem Brasileiro       | 2021 | "Siempre he estado aquí"                    | Hit Musical Latino                                  | Indicado  | [ 45 ]        |
| Prêmios Juventud              | 2005 | RBD                                         | Voz do Momento                                      | Venceu    | [ 46 ]        |
| Prêmios Juventud              | 2005 | RBD                                         | Meu Ídolo É...                                      | Venceu    | [ 46 ]        |
| Prêmios Juventud              | 2005 | "Rebelde"                                   | A Mais Melosa                                       | Indicado  | [ 46 ]        |
| Prêmios Juventud              | 2005 | Rebelde                                     | Morro Sem Esse CD                                   | Venceu    | [ 46 ]        |
| Prêmios Juventud              | 2005 | "Sólo quédate en silencio"                  | Canção Romântica                                    | Venceu    | [ 46 ]        |
| Prêmios Juventud              | 2005 | "Sálvame"                                   | Canção Romântica                                    | Indicado  | [ 46 ]        |
| Prêmios Juventud              | 2006 | RBD                                         | Voz do Momento                                      | Venceu    | [ 47 ]        |
| Prêmios Juventud              | 2006 | RBD                                         | Artista Pop Favorito                                | Venceu    | [ 47 ]        |
| Prêmios Juventud              | 2006 | RBD                                         | Meu Ídolo É...                                      | Venceu    | [ 47 ]        |
| Prêmios Juventud              | 2006 | RBD                                         | Na Mira dos Paparazzi                               | Venceu    | [ 47 ]        |
| Prêmios Juventud              | 2006 | RBD                                         | O Mais Procurado na Internet                        | Venceu    | [ 47 ]        |
| Prêmios Juventud              | 2006 | Tour Generación RBD                         | Meu Show Preferido                                  | Venceu    | [ 47 ]        |
| Prêmios Juventud              | 2006 | "Aún hay algo"                              | A Mais Melosa                                       | Venceu    | [ 47 ]        |
| Prêmios Juventud              | 2006 | "Nuestro amor"                              | A Mais Melosa                                       | Indicado  | [ 47 ]        |
| Prêmios Juventud              | 2006 | Nuestro amor                                | Morro Sem Esse CD                                   | Venceu    | [ 47 ]        |
| Prêmios Juventud              | 2006 | "Este corazón"                              | Canção Romântica                                    | Venceu    | [ 47 ]        |
| Prêmios Juventud              | 2007 | RBD                                         | Voz do Momento                                      | Venceu    | [ 48 ] [ 49 ] |
| Prêmios Juventud              | 2007 | RBD                                         | Artista Pop Favorito                                | Venceu    | [ 48 ] [ 49 ] |
| Prêmios Juventud              | 2007 | RBD                                         | Na Mira dos Paparazzi                               | Indicado  | [ 48 ] [ 49 ] |
| Prêmios Juventud              | 2007 | "Celestial"                                 | A Mais Melosa                                       | Indicado  | [ 48 ] [ 49 ] |
| Prêmios Juventud              | 2007 | "Ser o parecer"                             | A Mais Melosa                                       | Indicado  | [ 48 ] [ 49 ] |
| Prêmios Juventud              | 2007 | "Celestial"                                 | Meu Videoclipe Favorito                             | Indicado  | [ 48 ] [ 49 ] |
| Prêmios Juventud              | 2007 | "Ser o parecer"                             | Meu Videoclipe Favorito                             | Indicado  | [ 48 ] [ 49 ] |
| Prêmios Juventud              | 2007 | Celestial                                   | Morro Sem Esse CD                                   | Venceu    | [ 48 ] [ 49 ] |
| Prêmios Juventud              | 2007 | Celestial Tour                              | Meu Show Preferido                                  | Venceu    | [ 48 ] [ 49 ] |
| Prêmios Juventud              | 2007 | "Algún Día"                                 | Canção Romântica                                    | Venceu    | [ 48 ] [ 49 ] |
| Prêmios Juventud              | 2008 | RBD                                         | Voz do Momento                                      | Indicado  | [ 50 ] [ 51 ] |
| Prêmios Juventud              | 2008 | RBD                                         | Artista Pop Favorito                                | Indicado  | [ 50 ] [ 51 ] |
| Prêmios Juventud              | 2008 | RBD                                         | Na Mira dos Paparazzi                               | Indicado  | [ 50 ] [ 51 ] |
| Prêmios Juventud              | 2008 | RBD                                         | O Mais Procurado na Internet                        | Venceu    | [ 50 ] [ 51 ] |
| Prêmios Juventud              | 2008 | "Inalcanzable (Remix)" (com Jowell & Randy) | A Combinação Perfeita                               | Venceu    | [ 50 ] [ 51 ] |
| Prêmios Juventud              | 2008 | "Empezar desde cero"                        | A Mais Melosa                                       | Indicado  | [ 50 ] [ 51 ] |
| Prêmios Juventud              | 2008 | "Inalcanzable"                              | A Mais Melosa                                       | Indicado  | [ 50 ] [ 51 ] |
| Prêmios Juventud              | 2008 | "Inalcanzable"                              | Canção Romântica                                    | Indicado  | [ 50 ] [ 51 ] |
| Prêmios Juventud              | 2008 | "Inalcanzable"                              | Meu Videoclipe Favorito                             | Indicado  | [ 50 ] [ 51 ] |
| Prêmios Juventud              | 2008 | "Empezar desde cero"                        | Meu Videoclipe Favorito                             | Indicado  | [ 50 ] [ 51 ] |
| Prêmios Juventud              | 2008 | Empezar desde cero                          | Morro Sem Esse CD                                   | Indicado  | [ 50 ] [ 51 ] |
| Prêmios Juventud              | 2008 | Celestial Tour / Empezar Desde Cero Tour    | Meu Show Preferido                                  | Indicado  | [ 50 ] [ 51 ] |
| Prêmios Juventud              | 2009 | RBD                                         | O Mais Procurado na Internet                        | Venceu    | [ 52 ]        |
| Prêmios Juventud              | 2009 | Tour del Adiós                              | Meu Show Preferido                                  | Indicado  | [ 52 ]        |
| Prêmios Juventud              | 2009 | "Para olvidarte de mí"                      | A Mais Melosa                                       | Indicado  | [ 52 ]        |
| Prêmios Juventud              | 2009 | "Para olvidarte de mí"                      | Canção Romântica                                    | Indicado  | [ 52 ]        |
| Prêmios Juventud              | 2009 | "Para olvidarte de mí"                      | Meu Videoclipe Favorito                             | Indicado  | [ 52 ]        |
| Prêmios Juventud              | 2009 | "Para olvidarte de mí"                      | Meu Ringtone                                        | Indicado  | [ 52 ]        |
| Prêmios Lo Nuestro            | 2006 | RBD                                         | Cantor(a) ou Grupo Revelação do Ano                 | Venceu    | [ 53 ]        |
| Prêmios Lo Nuestro            | 2007 | RBD                                         | Grupo ou Dupla Pop do Ano                           | Venceu    | [ 54 ]        |
| Prêmios Lo Nuestro            | 2007 | Nuestro amor                                | Álbum Pop do Ano                                    | Venceu    | [ 54 ]        |
| Prêmios Lo Nuestro            | 2008 | Celestial                                   | Álbum Pop do Ano                                    | Indicado  | [ 55 ]        |
| Prêmios Lo Nuestro            | 2008 | RBD                                         | Grupo ou Dupla Pop do Ano                           | Indicado  | [ 55 ]        |
| Prêmios Lo Nuestro            | 2009 | RBD                                         | Grupo ou Dupla Pop do Ano                           | Indicado  | [ 56 ]        |
| Prêmios Lo Nuestro            | 2009 | Empezar desde cero                          | Álbum Pop do Ano                                    | Indicado  | [ 56 ]        |
| Prêmios Lo Nuestro            | 2009 | "Inalcanzable"                              | Canção Pop do Ano                                   | Indicado  | [ 56 ]        |
| Prêmios Lo Nuestro            | 2022 | "Siempre he estado aquí"                    | Canção Pop do Ano                                   | Indicado  | [ 57 ]        |
| Prêmios Lo Nuestro            | 2024 | RBD                                         | Grupo ou Dupla Pop do Ano                           | Venceu    | [ 58 ]        |
| Prêmios Lo Nuestro            | 2024 | Soy Rebelde Tour                            | Turnê do Ano                                        | Indicado  | [ 58 ]        |
| Prêmios Orgullosamente Latino | 2006 | RBD                                         | Grupo Latino do Ano                                 | Indicado  | [ 59 ]        |
| Prêmios Orgullosamente Latino | 2007 | RBD                                         | Grupo Latino do Ano                                 | Venceu    | [ 60 ] [ 61 ] |
| Prêmios Orgullosamente Latino | 2007 | Celestial                                   | Álbum Latino do Ano                                 | Venceu    | [ 60 ] [ 61 ] |
| Prêmios Orgullosamente Latino | 2007 | "No pares"                                  | Canção Latina do Ano                                | Venceu    | [ 60 ] [ 61 ] |
| Prêmios Orgullosamente Latino | 2007 | "Ser o parecer"                             | Canção Latina do Ano                                | Indicado  | [ 60 ] [ 61 ] |
| Prêmios Orgullosamente Latino | 2007 | "Ser o parecer"                             | Videoclipe Latino do Ano                            | Indicado  | [ 60 ] [ 61 ] |
| Prêmios Orgullosamente Latino | 2008 | RBD                                         | Grupo Latino do Ano                                 | Venceu    | [ 62 ] [ 63 ] |
| Prêmios Orgullosamente Latino | 2008 | Empezar desde Cero                          | Álbum Latino do Ano                                 | Indicado  | [ 62 ] [ 63 ] |
| Prêmios Orgullosamente Latino | 2008 | "Inalcanzable"                              | Canção Latina do Ano                                | Indicado  | [ 62 ] [ 63 ] |
| Prêmios Orgullosamente Latino | 2008 | "Inalcanzable"                              | Videoclipe Latino do Ano                            | Venceu    | [ 62 ] [ 63 ] |
| Prêmios Oye!                  | 2005 | RBD                                         | Revelação do Ano                                    | Venceu    | [ 64 ] [ 65 ] |
| Prêmios Oye!                  | 2005 | RBD                                         | Grupo Pop                                           | Venceu    | [ 64 ] [ 65 ] |
| Prêmios Oye!                  | 2005 | Rebelde                                     | Álbum do Ano                                        | Indicado  | [ 64 ] [ 65 ] |
| Prêmios Oye!                  | 2005 | Rebelde                                     | Álbum Pop Mais Vendido do Ano                       | Venceu    | [ 64 ] [ 65 ] |
| Prêmios Oye!                  | 2005 | "Rebelde"                                   | Canção do Ano                                       | Indicado  | [ 64 ] [ 65 ] |
| Prêmios Oye!                  | 2005 | "Rebelde"                                   | Videoclipe do Ano                                   | Indicado  | [ 64 ] [ 65 ] |
| Prêmios Oye!                  | 2006 | Nuestro amor                                | Álbum do Ano                                        | Indicado  | [ 66 ]        |
| Prêmios Oye!                  | 2008 | RBD                                         | Grupo Pop                                           | Indicado  | [ 67 ]        |
| Prêmios Terra                 | 2006 | RBD                                         | O Melhor da Música Latina                           | Venceu    | [ 68 ]        |
| Prêmios TVyNovelas            | 2006 | "Rebelde"                                   | Melhor Tema Musical                                 | Venceu    | [ 69 ]        |
| SEC Awards                    | 2023 | RBD                                         | Grupo/Dupla Musical do Ano                          | Indicado  | [ 70 ]        |
| SEC Awards                    | 2024 | RBD                                         | Grupo/Dupla Musical do Ano                          | Indicado  | [ 71 ] [ 72 ] |
| SEC Awards                    | 2024 | Soy Rebelde Tour                            | Melhor Show/Turnê                                   | Indicado  | [ 71 ] [ 72 ] |
| TikTok Awards (México)        | 2023 | RBD                                         | Impacto Legendário                                  | Venceu    | [ 73 ]        |
| World Music Awards            | 2006 | RBD                                         | Melhor Artista Latino                               | Indicado  | [ 74 ]        |

## Honrarias
| Instituição                         | Reconhecimento                     | Ano  | Ref.          |
| ----------------------------------- | ---------------------------------- | ---- | ------------- |
| Senado dos Estados Unidos Mexicanos | Grupo pop mexicano mais importante | 2023 | [ 75 ] [ 76 ] |